# شون كيركهام
شون كيركهام (بالإنجليزية: Shaun Kirkham)‏ هو مجدف نيوزلندي، ولد في 24 يوليو 1992 في هاميلتون في نيوزيلندا.

## وصلات خارجية
- شون كيركهام على موقع الاتحاد الدولي للتجديف (الإنجليزية)
- شون كيركهام على موقع اللجنة الأولمبية الدولية (الإنجليزية)
- شون كيركهام على موقع أوليمبيديا (الإنجليزية)
- شون كيركهام على موقع اللجنة الأولمبية النيوزيلندية (الإنجليزية)